# Sophronica aureovittata
Sophronica aureovittata là một loài bọ cánh cứng trong họ Cerambycidae.